# Смаркув (Свентокшиське воєводство)
Смаркув (пол. Smarków) — село в Польщі, у гміні Стомпоркув Конецького повіту Свентокшиського воєводства.
Населення — 315 осіб (2011).
У 1975-1998 роках село належало до Келецького воєводства.

## Демографія
Демографічна структура на день 31 березня 2011 року:
|          | Загалом | Допрацездатний вік | Працездатний вік | Постпрацездатний вік |
| -------- | ------- | ------------------ | ---------------- | -------------------- |
| Чоловіки | 143     | 19                 | 106              | 18                   |
| Жінки    | 172     | 22                 | 82               | 68                   |
| Разом    | 315     | 41                 | 188              | 86                   |